# コッパ・インテルコンティネンターレ
コッパ・インテルコンティネンターレ（伊: Coppa Intercontinentale）は、イタリアのクラブ王者とアルゼンチンのクラブ王者の間で争われるラグビーユニオンの国際試合。2006年に1回だけ開催された。

## 概要
イタリアのスーペル10の優勝クラブとアルゼンチンのナシオナル・デ・クルベスの優勝クラブが対戦することを目的に創設された大会である。毎年開催される予定であったが、2006年3月18日に最初の大会が行われて以降は開催されていない。

## 試合
両国の直近のチャンピオンチームとして、スーペル10の2004-05シーズンの優勝クラブであるラグビー・カルヴィザーノと、ナシオナル・デ・クルベスの2005シーズンの優勝クラブであるインドゥ・クルブが出場した。
試合は、2006年3月18日にローマのスタディオ・デッルニオーネ・カピトリーナ（Stadio dell'Unione Capitolina）で行われ、28-10でイタリアのカルヴィザーノが優勝した。
| 開催日        | 会場                                                 | ホーム                   | スコア | アウェイ         |
| ------------- | ---------------------------------------------------- | ------------------------ | ------ | ---------------- |
| 2006年3月18日 | スタディオ・デッルニオーネ・カピトリーナ （ ローマ） | ラグビー・カルヴィザーノ | 28-10  | インドゥ・クルブ |